# Grb Slovačke
Grb Slovačke Republike čini srebrni (argent) dvostruki križ, uzdignut na srednjem vrhu tamnoplavog trovršja, u crvenom (gules) ranogotičkom štitu. Sredina i ramena križa su pri kraju proširena, a vrhovi blago udubljeni, poput pehara.

## Značenje
Dvostruki križ predstavlja Slovačku kao nasljednika i čuvara kršćanskih tradicija koje su na te prostore prije 12 stoljeća donijelo sv. Ćiril i Metod, kao poslanici Bizanta, čijim se vladarima pripisuje njihov nastanak.
Trovršje predstavlja tri brda: Tatre, Fatre i Matru, odnosno simbolizira tzv. Gornju Mađarsku (kako se u Ugarskoj nazivao planinski dio zemlje koji je uključivao današnju Slovačku i sjeverni dio današnje Mađarske). Danas se trovršje u Slovačkoj predstavlja tri slovačke planine: Niske Tatre, Visoke Tatre i Male Fatre, pošto se Matra nalazi i u Mađarskoj i njen vrh ujedno je i najviši vrh zemlje.
- Crvena boja grba vodi podrijetlo iz srednjeg vijeka i gotovo je nerazdvojni pratitelj dvostrukog križa u grbovima mnogih slovačkih gradova. Ona ne predstavlja krvavu oblogu, to jest ne simbolizira slovačko mučeništvo za vrijeme mađarizacije, kako su neki tumačili.

## Nastanak
Sadašnji grb ozakonjen je 1. ožujka 1990. slovačkim ustavom, a 18. veljače 1993. potvrđen je zakonom. Nacrtao ga je Ladislav Čišarik, a od 1992. je sastavni dio zastave. Današnji izgled i boje dao mu je ludovik Štur za vrijeme revolucionarne 1848., kada je vrlo brzo prihvaćen među narodom. On je tadašnjem mađarskom grbu dao tzv. Slavenske boje (crvena, plava, bijela).
- Predstavljao je Slovačku u grbovima Čehoslovačke, a njegove varijante su korištene za vrijeme Drugog svjetskog rata od strane slovačkih fašista.

## Slovački ili mađarski
Grb Slovačke i desna (dexter) polovina mađarskog grba u osnovi su isti (dvostruki križ na trovršju), različit im je izbor boja i kruna koja se nalazi u osnovi križa kod mađarskog grba. Tu se navodi pitanje čiji je grb?
Grb je u početku imao samo dvostruki križ, dok je trovršje kasnije dodato i oko njegovog značenja nema spora. Ono predstavlja: Tatre, Fatre i Matru, to jest gorje sjevernih Karpata.
Spor nastaje oko dvostrukog križa.
- Mađarsko tumačenje ga vezuje za sv. Ištvana (prvog ugarskog kralja) kojem je papa 1000. godine poslao kraljevsku krunu i uz nju (kako oni tvrde) i dvostruki križ, koji je od tada simbol pokrštenih Mađara.

- Slovaci tvrde da je stigao sa Solunskom Braćom iz Bizanta i da je postao simbol Nitranskog kneževstva (koje je s Moravskom obrazovalo Veliko-Moravsku kneževinu). Mađarski kraljevi su sa zauzimanjem tih oblasti preuzeli i znak dvostrukog križa kao svoj simbol.

Činjenice su sljedeće:
- Dvostruki se križ u heraldici javlja gotovo isključivo u grbovima gradova u Slovačkoj (pa se može reći čak i u južnoj i jugozapadnoj Slovačkoj, tj. na prostoru Nitranske kneževine). Nekad se nalazio i na grbu Lorene (otuda i naziv lorenski križ) i grada Metza u Francuskoj, ali danas više nije u upotrebi. O pojavi dvostrukog križa među Slavenima u ovoj oblasti prije dolaska Mađara postoje jasni arheološki dokazi.

- Kao simbol mađarskih kraljeva javlja se prvi put na novčićima koji su kovani za sv. Ištvana, a potom tek na štitu Bele III. (Béla III Arpad) 1173. – 1196., koji je datiran u 1189. godinu.

- U heraldici Mađarske gotovo i da ga nema, a i tamo gdje se pojavljuje uvijek ide kao desna polovina standardnog grba Mađarske.

- Dvostruki križ može se vidjeti na svim frekama vladara koji su bili pod bizantskim utjecajem.